# De gratia et libero arbitrio
(Libro XVI, capitolo 32)
Il De gratia et libero arbitrio (Sulla grazia e sul libero arbitrio, il cui titolo completo è De gratia et libero arbitrio liber unus ad Valentinum et cum illo monachos) è un trattato scritto da Agostino attorno al 426 e indirizzato ai monaci del monastero di Adrumeto (l’odierna Susa, in Tunisia), che si erano rivolti all’Ipponate per ricevere delucidazioni in merito a «una questione assai difficile e che solo pochi possono capire», ossia il complesso rapporto tra la grazia divina e il libero arbitrio umano. Tale questione costituisce il centro tematico dell’opera e, allo stesso tempo, la sua peculiarità: sull’esistenza del libero arbitrio e della grazia, infatti, Agostino si era già espresso in opere precedenti (tra cui, rispettivamente, il De libero arbitrio, in contrasto con la dottrina manichea dei due principî del bene e del male, e il Contra duas epistolas Pelagianorum, in cui si sostiene la necessità della grazia per il ben operare degli uomini), mentre nel De gratia et libero arbitrio si mettono in relazione i due temi, proponendo una soluzione la cui validità inizialmente sarà messa in discussione (dai monaci adrumetini prima, a cui Agostino risponde con il De correptione et gratia, e dai monaci marsigliesi poi, a cui sono indirizzati i due libri De praedestinatione sanctorum e De dono perseverantiae), per poi essere infine accolta, a distanza di quasi un secolo dalla morte del vescovo, nel Concilio di Orange del 529.

## Genesi dell’opera
Il motivo che lo ha spinto a scrivere il De gratia et libero arbitrio è illustrato da Agostino stesso nella prima delle due lettere (Ep. 214) indirizzate a Valentino, abate di Adrumeto, spedita precedentemente al trattato: il «monastero è stato turbato da qualche divergenza d'opinioni» in merito all’effettiva esistenza del libero arbitrio umano, a causa del contenuto di una lettera che Agostino aveva precedentemente indirizzato al presbitero Sisto (il futuro papa Sisto III) e di una cui copia i monaci adrumetini erano entrati in possesso (Ep. 194). In quest’ultima epistola, l’Ipponate esorta Sisto a mantenere salda la sua posizione «contro gli avversari della grazia di Cristo», ossia i Pelagiani, fornendo principalmente due tipi di argomentazione a favore della grazia divina: la grazia di Dio è necessaria all’uomo per operare il bene e quindi non dipende dai meriti delle persone, ma ne è causa («essa non sarebbe grazia se, invece di essere un dono gratuito della bontà, fosse una ricompensa dovuta ai meriti»); la gratuità della grazia di Dio è evidente nel caso dei bambini morti prima o dopo il battesimo («Qual motivo, domando io, [i Pelagiani] potranno addurre per spiegare come mai uno è trattato in modo che muoia battezzato, mentre un altro […] spira prima che lo presentino per farlo battezzare?»).
Dalla lettura di questa epistola, emerge chiaramente la concezione antropologica agostiniana: la stirpe umana non è altro che «un’unica massa condannata di peccatori», in quanto «infetta del peccato originale»; perciò l’uomo, a causa del peccato commesso da Adamo, porta in sé e trasmette per via ereditaria il germe del male, che non può essere cancellato totalmente nemmeno dal battesimo: «Forse che, nel battesimo, sarebbe risanata in un istante l'infermità della concupiscenza carnale così come viene cancellata in un istante la colpa del peccato, non per la condizione della nascita ma per la grazia della rinascita?». Perciò gli uomini, sebbene ritengano di poter decidere sempre liberamente se volgere le proprie azioni al bene o al male, in realtà sono, in maniera maggiore o minore, vittime della loro stessa natura di peccatori e quindi la loro volontà, lungi dall’essere libera, si trova in balia del peccato, a meno che la grazia di Dio non intervenga a liberarla. Adamo ne è la prova concreta: libero da ogni restrizione, ha compiuto il male, dimostrando la fragilità e l’incostanza della volontà umana e, allo stesso tempo, condannando quest’ultima ad essere serva della concupiscenza. Da ciò si comprende perché Agostino afferma che «il dannato riceve la pena meritata, mentre chi si salva riceve una grazia non meritata»: tutti gli uomini, compresi gli infanti, sono peccatori e meritano il castigo divino; perciò, se alcuni si salvano, ciò accade solo per un atto di bontà gratuito da parte di Dio. Questo principio sta alla base dell’intera dottrina agostiniana della grazia.
Tuttavia, nell’intento polemico della lettera, Agostino finisce per costituire una forte opposizione tra grazia divina e libertà umana: «Allo stesso modo che alla volontà di Dio è attribuita la natura umana la quale è da lodare senza che nessuno ne possa dubitare, così alla volontà dell'uomo è attribuita la colpa che è da condannare senza che alcuno si possa ribellare». Possiamo dunque comprendere come fosse facile (seppur errato) dedurre, da queste parole, che la volontà umana ha solo la possibilità di peccare; questa distorsione portò alcuni monaci di Adrumeto ad esaltare «la grazia al punto da negare il libero arbitrio dell'uomo» . È per evitare il diffondersi di questo fraintendimento che Agostino scrive e spedisce il suo «trattato».

## Struttura dell'opera
In base all’argomento trattato, l’opera può essere distinta in cinque sezioni: necessità del libero arbitrio e della grazia (I 1-IV 9); priorità della grazia sulle azioni umane (V 10-IX 21); natura della grazia (X 22-XVI 32); carità (XVII 33-XIX 40); azione di Dio sul cuore dell’uomo (XX 41-XXIV 46).

### Necessità del libero arbitrio e della grazia
Agostino dà inizio al suo trattato ribadendo, sulla base delle Sacre Scritture, l’effettiva e innegabile esistenza del libero arbitrio umano: «Per mezzo delle Scritture sue sante [Dio] ci ha rivelato che c'è nell'uomo il libero arbitrio della volontà». Come prova di tale affermazione, e, di conseguenza, del fatto che non si può attribuire a Dio la colpa di un peccato commesso, l’Ipponate fornisce due argomentazioni: Dio, attraverso i suoi precetti, fa appello direttamente alla volontà dell’uomo, in quanto questi sarebbero inutili se gli uomini non avessero la possibilità di metterli in pratica (del resto, la formula stessa del precetto, noli/nolite + infinito del verbo di azione, implica il coinvolgimento della volontà, in quanto nolle è composto da non velle, ossia «non volere»); l’uomo non può giustificare il suo peccato ricorrendo all’ignoranza del precetto, perché Dio ha dato la possibilità a tutti gli esseri umani di conoscere la sua legge, per cui nemmeno colui che veramente pecca per ignoranza può essere assolto, in quanto il suo peccato è dovuto alla scarsa volontà di conoscere la legge. In questo modo si dimostra che ogni azione umana è il frutto della libera volontà.
Occorre tuttavia fare una precisazione: Agostino infatti, nei suoi scritti, distingue una «libertà minore» da una «libertà maggiore». La prima è quella del «poter non peccare», che appartiene ad Adamo prima del peccato originale e che, pur non essendo del tutto libera dal male, consente di compiere anche il bene; la seconda è quella del «non poter peccare», che appartiene a coloro i quali sono tanto ricchi della grazia divina da liberarsi da tutte le seduzioni del male per compiere sempre il bene. Eppure, tra la prima e la seconda libertà, vi è una libertà intermedia, che è quella del «non poter non peccare»; quest’ultima appartiene agli uomini che non sono ancora stati soccorsi dalla grazia divina e che perciò sono totalmente vittime del male, nonostante la loro volontà sembri libera da ogni condizionamento. Dunque, sebbene nel trattato che stiamo esaminando Agostino non operi questa distinzione tra le tre libertà, bisogna tener presente che la libertà di cui si tratta è quella del «non poter non peccare», quindi una libertà estremamente limitata, incapace di per sé di guidare l’uomo verso il bene, mentre la libertà vera, ossia quella del «non poter peccare», sarà quella dell’uomo che, ricevuta da Dio la grazia, la renderà efficace mediante la carità (come vedremo in seguito).
Un libero arbitrio così limitato ha dunque bisogno della grazia, come Agostino dimostra ricorrendo all’esempio dei monaci stessi suoi destinatari: la scelta della castità è allo stesso tempo un libero atto di volontà («Infatti non vi accoglierebbe questa comunità nella quale vivete in continenza, se non disprezzaste i piaceri coniugali») e una grazia divina («E tuttavia questo è un dono di Dio, e senza di esso non si possono osservare le norme della castità»). Da ciò deriva che colui che agisce rettamente è stimolato inevitabilmente dal suo libero arbitrio e dalla grazia di Dio: «Non è sufficiente l'arbitrio della volontà umana, a meno che la vittoria non sia concessa dal Signore a chi prega per non entrare in tentazione».

### Priorità della grazia sulle azioni umane
Una volta dimostrata la necessità della presenza di grazia e libero arbitrio per operare il bene, Agostino li pone in rapporto, definendo la priorità della prima sul secondo. Come prova, riporta l’esempio dell’apostolo Paolo, che, «quando perseguitava la Chiesa, un merito lo aveva certamente, ma era un merito negativo»; però la misericordia di Dio interviene gratuitamente a rendergli «bene per male», in modo che Paolo si converta e renda efficace la fede appena ricevuta con le opere buone, che quindi seguono, non precedono, la grazia. Inoltre, «perché non si pensi che la buona volontà di per se stessa possa fare qualcosa di buono senza la grazia di Dio», Paolo afferma che il suo operato è dovuto alla grazia di Dio che agisce insieme a lui: una grazia unicamente operante, dunque, permette la conversione del cuore e l’inizio della fede (per avere fede in Dio, infatti, bisogna prima conoscerlo, e ciò non è possibile, se non per grazia divina, che è appunto «scienza certa»), ma affinché il fedele sia perseverante nella fede è necessario un ulteriore aiuto divino, ossia quello della grazia cooperante, che agisce nell’uomo dopo che quest’ultimo ha orientato al bene la sua volontà. La grazia cooperante, dunque, permette all’uomo di rafforzare la sua volontà, liberandola progressivamente dalle seduzioni del male e consentendole di compiere opere degne della ricompensa finale.
Tuttavia, il concetto di ‘ricompensa finale’ è problematico: «Se infatti la vita eterna viene data in ricompensa delle opere buone, come dice la Scrittura in maniera estremamente chiara […], in qual maniera la vita eterna può essere grazia, dato che la grazia non è assegnata in ricompensa alle opere, ma viene conferita gratuitamente?», ovvero, come è possibile che la vita eterna sia allo stesso tempo grazia e ricompensa? La risposta sta nel fatto che l’uomo non può indirizzare la sua volontà al bene senza il supporto della grazia che, come abbiamo visto, precede la volontà umana («Egli fa sì che noi vogliamo senza bisogno di noi»), quindi nessuno può compiere opere buone se non è sostenuto dalla grazia, come una sposa «che viene, resa candida, appoggiandosi al suo diletto». Perciò, quando Dio ricompensa le opere buone degli uomini, in realtà «corona i suoi doni», quindi opera «grazia per grazia». La grazia della vita eterna è dunque la prova definitiva della gratuità della grazia divina, in opposizione alla dottrina pelagiana, che prevedeva, se non che la grazia fosse conseguenza dei meriti di colui che la riceve, almeno che derivasse dalla buona volontà dell’individuo.

### La natura della grazia
Dopo aver dimostrato la gratuità della grazia divina, Agostino critica un’altra tesi pelagiana, ossia l’associazione della grazia alla legge, alla natura e alla sola remissione dei peccati. Del fatto che la grazia non sia la semplice remissione dei peccati (grazia operante), ma sia anche un sostegno della volontà umana necessario affinché quest’ultima perseveri nello scegliere e nel compiere il bene (grazia cooperante), abbiamo già trattato sopra, perciò in questo paragrafo vediamo come Agostino tratta le questioni della legge e della natura.
Contro la proposta pelagiana di individuare nella legge giudaica la grazia divina, Agostino sostiene che, poiché «per mezzo della legge si ha la cognizione del peccato […], non l’abolizione», la legge non solo è strumento insufficiente ai fini della salvezza, ma è persino dannoso: la legge permette di conoscere il peccato, ma questa conoscenza è tutt’altro che positiva. Infatti, la legge espone gli uomini al rischio di trasgressione, in quanto stabilisce cosa è giusto e cosa è sbagliato («Dove non c’è legge non c’è neppure trasgressione»), e non fa nulla per aiutarli a compiere il bene e ad evitare il male. Perciò l’uomo che sta «sotto la legge» rischia costantemente di commettere ciò che la legge stessa gli impone di non fare. Al contrario, chi sta «sotto la grazia» riceve l’aiuto necessario a compiere la legge, perché la grazia gli fornisce un’adeguata conoscenza del vero bene, conoscenza che è non solo esteriore (esempio evangelico), ma soprattutto interiore (conoscenza spirituale): «Se questa grazia si deve chiamare dottrina, si chiami pure così, ma in modo da credere che sia Dio a infonderla più profondamente e più interiormente […] nell'animo umano, con il suo intervento diretto che dà occultamente il suo incremento». A conferma di ciò sta la difficoltà (se non persino l’impossibilità) di osservare i precetti della legge: «Ma proprio per questo ordina cose che non possiamo fare, affinché comprendiamo che cosa dobbiamo chiedere a lui», ossia la forza di compiere ciò che lui ci comanda, che altro non è se non la grazia.
La grazia non può essere nemmeno la natura umana, che i credenti condividono con gli empi: «Altro è essere uomini, egli spiega, altro è essere credenti». Se è vero infatti che l’esistenza è stata concessa a tutti gli esseri viventi per grazia, dal momento che questi, non esistendo prima della creazione, non potevano avere alcun merito con cui ottenere di essere creati, è vero anche che la sola appartenenza al genere umano non fa di noi dei perfetti cristiani, dato che l’uomo, dopo il peccato di Adamo, è particolarmente incline al peccato; se così non fosse, dovremmo costatare che «Cristo è morto per nulla». Ma Cristo è morto «perché la natura guastata per colpa di Adamo per mezzo suo fosse restaurata», offrendo quindi al genere umano una grazia molto maggiore di quella della semplice creazione, ovvero la grazia non di poter fare ciò che si vuole, ma di voler fare ciò che si può.

### La carità
Appurata la vera essenza della grazia, Agostino esamina come la volontà umana renda efficace la grazia ricevuta, ossia con le opere di carità. Per l’Ipponate, la carità coincide con la volontà («Quando infatti i martiri adempirono a quei grandi precetti, lo fecero sicuramente per grande volontà, cioè per grande carità»), poiché l’uomo non può volere ciò che non gli suscita amore. Quindi, l’amore di per sé può essere sia buono sia cattivo, in base all’oggetto della sua attrazione, e per questo esistono vari gradi di amore. A conferma di ciò, Agostino ricorda l’esempio di Pietro: nel momento in cui l’apostolo rinnega Cristo, la sua carità è debole, anche se non manca («E tuttavia la carità, benché piccola e imperfetta, a Pietro non mancava, quando diceva al Signore: ‘Darò per te la mia vita’; infatti pensava di poterlo fare perché sentiva di volerlo»); invece, quando Pietro morirà martire per Cristo, la sua carità sarà quella perfetta dei santi, ossia una volontà che agisce «in maniera indeclinabile e insuperabile». Questa volontà è la carità di cui Paolo scrive: «è longanime, è benigna, non è invidiosa, non è vanagloriosa, non insuperbisce, non fa niente di sconveniente, non cerca i suoi interessi, non si incollerisce, non tiene conto del male, non gode dell'ingiustizia, ma si rallegra della verità; tutto scusa, tutto crede, tutto spera, tutto tollera; la carità non viene meno».
Tale volontà, tuttavia, non può realizzarsi senza il continuo sostegno della grazia divina: «Da dove [i martiri] ricevettero tanta fermezza, se non gliela donò Colui da cui ottennero la misericordia di essere fedeli?». Perciò la carità, oltre a essere la migliore realizzazione della volontà umana, in quanto la rende davvero libera («Tutte le situazioni diventano facili alla carità») e le permette di adempiere i precetti della legge («Tutta la Legge e i Profeti dipendono dai due precetti dell'amore di Dio e dell'amore del prossimo»), è il più grande dono concesso da Dio all’uomo, la «via superiore ad ogni altra»: il suo essere dono di Dio è provato dal fatto che è Dio che ci ha amati per primo, scegliendoci prima che noi scegliessimo lui, mentre il suo essere il dono supremo della grazia divina è dato dal fatto che per amore Dio concede agli uomini la salvezza. Perciò chi ama agisce come Dio, assimilando spontaneamente la sua volontà a quella divina.

### Azione di Dio sul cuore dell'uomo
Terminata l’analisi di come Dio opera per convertire la volontà umana dal male al bene, Agostino, nell’ultima parte del suo trattato, si occupa di come Dio si comporti nei confronti dei malvagi, analizzando alcuni passi scritturistici che, a causa della loro concisione (si pensi, e.g., all’espressione «La volontà è preparata dal Signore» di Prov VIII 35), erano stati assunti dai Pelagiani come prova della deresponsabilizzazione a cui va incontro l’uomo nel caso in cui si affermi il primato della grazia divina sulla volontà umana: in sostanza, i Pelagiani affermavano che se Dio può volgere la nostra volontà dove e come vuole, l’uomo non ha colpa se pecca, in quanto è Dio stesso che «indurisce chi vuole». Agostino replica che Dio non può fare il male, in quanto quest’ultimo è contrario alla sua natura, e che quindi, se spinge un uomo (come può essere il caso del faraone di Ex IV 21) a peccare, lo fa o per punire i suoi peccati con un peccato (sempre nel caso del faraone, l’indurimento del cuore sarebbe la punizione dell’atteggiamento oppositivo manifestato dal sovrano nei confronti degli Ebrei) o affinché da quel peccato emerga un bene, come nel caso dell’uomo che maledice Davide in 2 Reg XVI 10. In base a questi esempi, si può affermare che Dio non costringe mai la volontà umana a compiere il bene o il male, ma le fornisce lo stimolo necessario per indirizzarla verso l’uno o l’altro, in modo o da punirla giustamente o da salvarla immeritatamente: «Sicuramente Dio renderà anche male per male, perché egli è giusto; e bene per male perché egli è buono; e bene per bene perché è buono e giusto; non sarà possibile soltanto che renda male per bene perché non è ingiusto».
All’enunciazione di questa verità cristiana, segue l’augurio, rivolto da Agostino ai monaci adrumetini, che possano comprendere ciò che egli ha scritto, senza pretendere temerariamente di conoscere «l’abisso di ricchezza della sapienza e scienza di Dio», ma ringraziando Dio per quanto riusciranno a capire.

## L'argomentazione agostiniana e l'esito della dottrina della grazia
Come si è detto trattando della genesi dell’opera, con il De gratia et libero arbitrio Agostino intende definire con chiarezza il rapporto tra grazia divina e libero arbitrio umano, confutando le tesi pelagiane, che attribuivano un ruolo eccessivamente importante al secondo a danno della prima, e difendendo l’autonomia della volontà umana, che non è impoverita dalla grazia divina, ma rafforzata. Per evitare dunque che uno dei due termini prevalga sull’altro, con il conseguente fraintendimento della tesi del trattato, l’Ipponate espone la sua teoria sulla grazia divina precisando, in ogni paragrafo, le conseguenze che l’azione di questa produce sulla libertà umana: in IV 7 si dice che «non tutti comprendono questa parola», facendo quindi riferimento alla grazia divina che istruisce i suoi eletti, ma subito dopo si chiama in causa la volontà umana, affermando: «Non è forse al libero arbitrio di Timoteo che l'Apostolo rivolge la sua esortazione dicendo: ‘Mantieni puro te stesso’?»; un altro esempio è in XVI 32, in cui Agostino cita due brani della Sacra Scrittura apparentemente antitetici (Es XX 17 e Sir XXIII 5) per mostrare come in realtà grazia e libertà non siano in contraddizione, ma l’una sostenga l’altra. In questo modo si genera un equilibrio tra difesa della grazia e difesa del libero arbitrio, quell’equilibrio che è riassunto nella concezione agostiniana della carità: amore di Dio per l’uomo (grazia) e dell’uomo per Dio (libertà).
Dall’ultima citazione riportata si può notare anche un altro elemento che rivela il modo di argomentare di Agostino, ossia il costante e pervasivo riferimento alla Sacra Scrittura. Infatti, con il De gratia et libero arbitrio, l’Ipponate non vuole presentare una sua teoria sulla grazia (per la cui dimostrazione servirebbe un’argomentazione di tipo filosofico), ma intende mostrare che l’insegnamento che sta impartendo ai monaci proviene dalla Scrittura: «Nella mia discussione mi pare di non essere tanto io quanto la stessa divina Scrittura a parlarvi con le più evidenti testimonianze della verità». Perciò Agostino realizza «un’opera nettamente teologica», presentandosi più come esegeta della Scrittura che come filosofo della grazia e avvalorando le sue affermazioni con il supporto di «una serie quasi innumerevole di testi».
Del resto, tale atto di umiltà, ossia l’attribuire a Dio e non a se stesso la verità teologica sostenuta nel trattato, è in linea con la dottrina agostiniana della grazia, che soccorre l’intelletto umano quando questo non riesce a comprendere, e fornisce un modello di comportamento per i lettori di Agostino. Questo modello, tuttavia, non sarà compreso appieno, in quanto Agostino sarà costretto a difendere le sue idee sia nuovamente contro le accuse dei monaci adrumetini, sia contro quelle dei monaci marsigliesi, che rifiuteranno la dottrina della totale gratuità della grazia per difendere i meriti della volontà umana.
La controversia proseguirà anche dopo la morte di Agostino (430), per cui sarà Prospero d’Aquitania, con le Responsiones ad capitula calumniantium Gallorum, a dover difendere l’autentico pensiero agostiniano contro le diffamazioni operate dai monaci, dovute probabilmente alla loro incomprensione della dottrina agostiniana della grazia. La discussione avrà finalmente fine nel Concilio di Orange del 529, in cui si riconoscerà la validità e la conformità con l’insegnamento scritturistico della teoria agostiniana della grazia e del libero arbitrio.